# Galerie de la Madeleine
La galerie de la Madeleine est un passage couvert situé dans le 8e arrondissement de Paris, 

## Situation et accès
Elle est située entre le 9, place de la Madeleine et le 30, rue Boissy-d'Anglas.

## Origine du nom
Le passage tire son nom de la proximité de l'église de la Madeleine.

## Historique
Elle a été commencée en 1840, terminée en 1845 et inaugurée en 1846, après l'agrandissement de la place de la Madeleine. Très bien conservée, elle abritait jusqu'à récemment de petits commerces et des artisans, mais accueille maintenant surtout des boutiques de luxe.

## Architecture
Conçue par l'architecte Théodore Charpentier, elle a un aspect monumental, se démarquant des exemples antérieurs. La verrière, divisée en panneaux, s'appuie sur d'élégants arcs-boutants. Les deux façades sont très différentes: celle de la Madeleine présente deux belles cariatides encadrant le beau porche. Du côté de la rue Boissy-d'Anglas, l'immeuble 1700 vient se loger dans la galerie: le porche en arrondi s'incruste harmonieusement dans la belle façade double en bois sculpté, qui date de l'origine de la galerie.

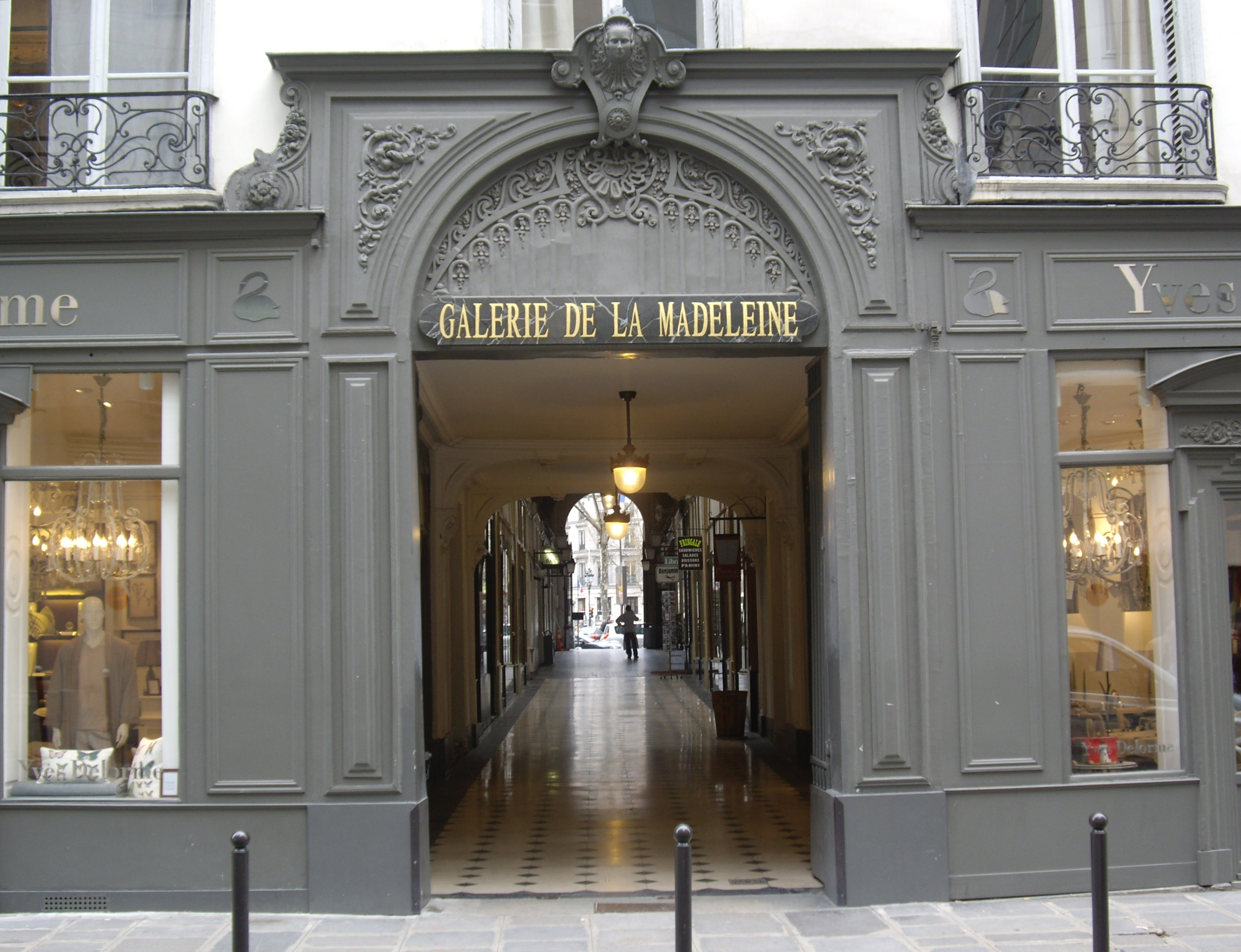
Entrée du 30, rue Boissy-d'Anglas.
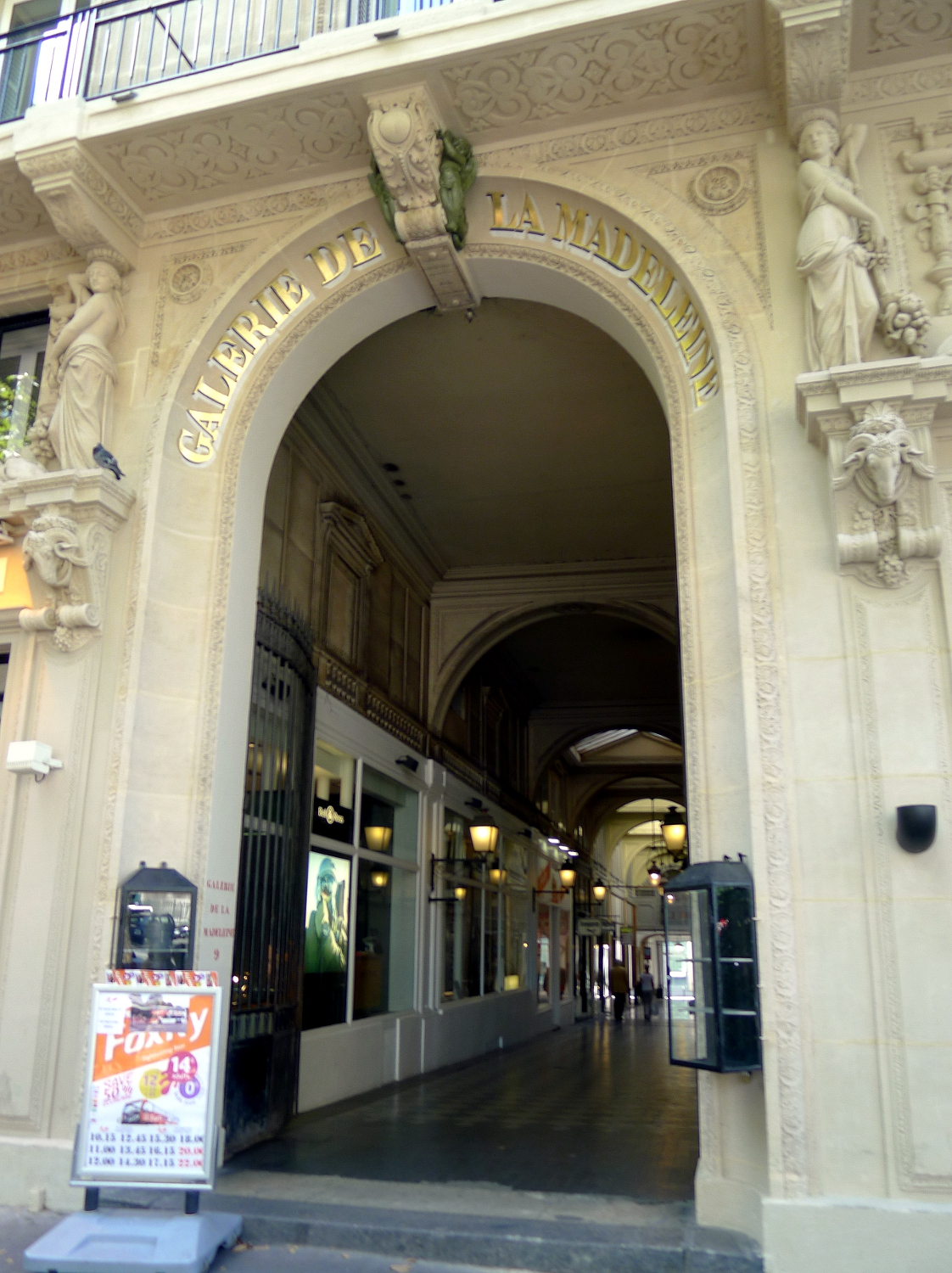
Entrée du 9, place de la Madeleine.

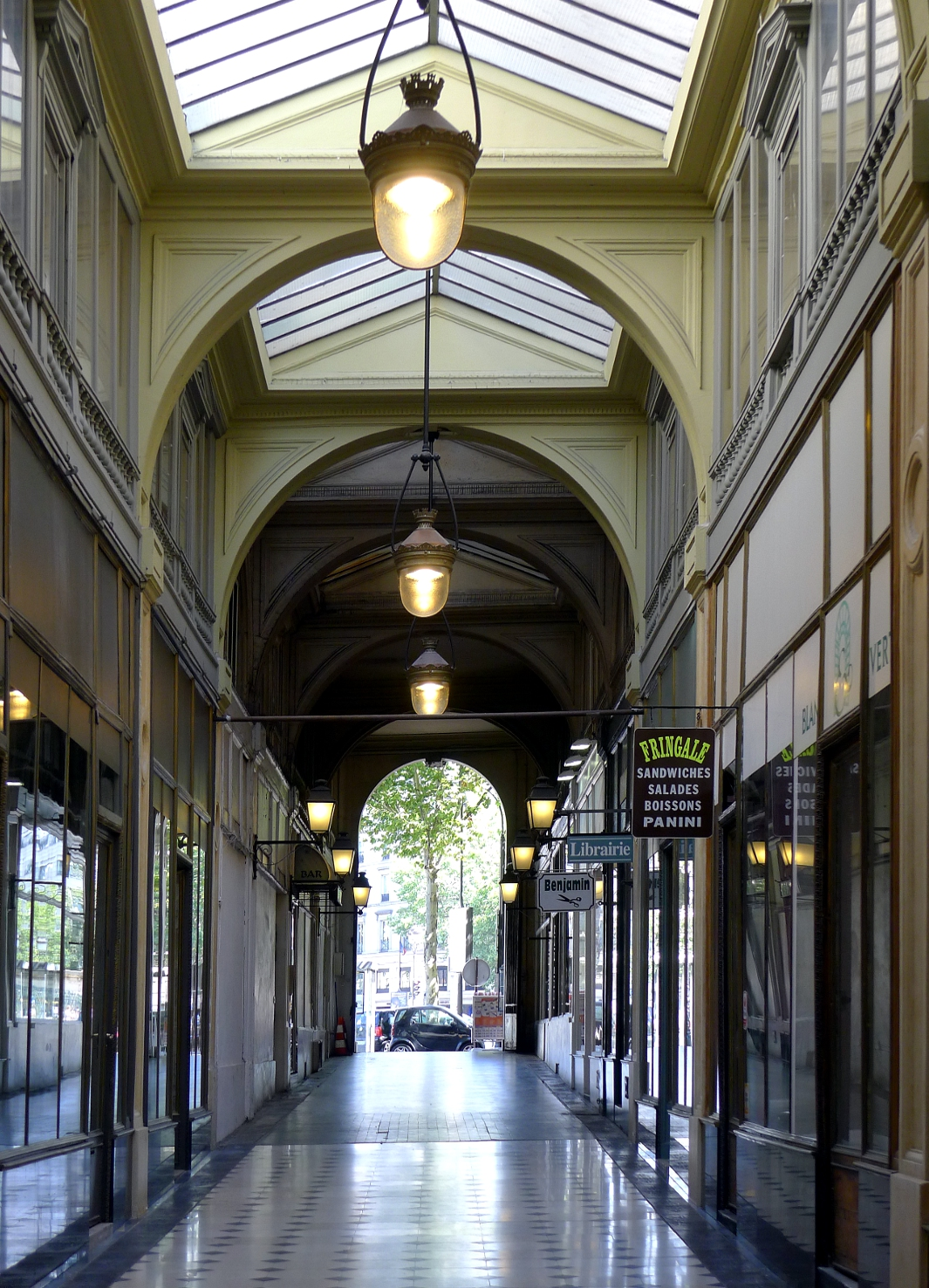
Vers la place de la Madeleine.
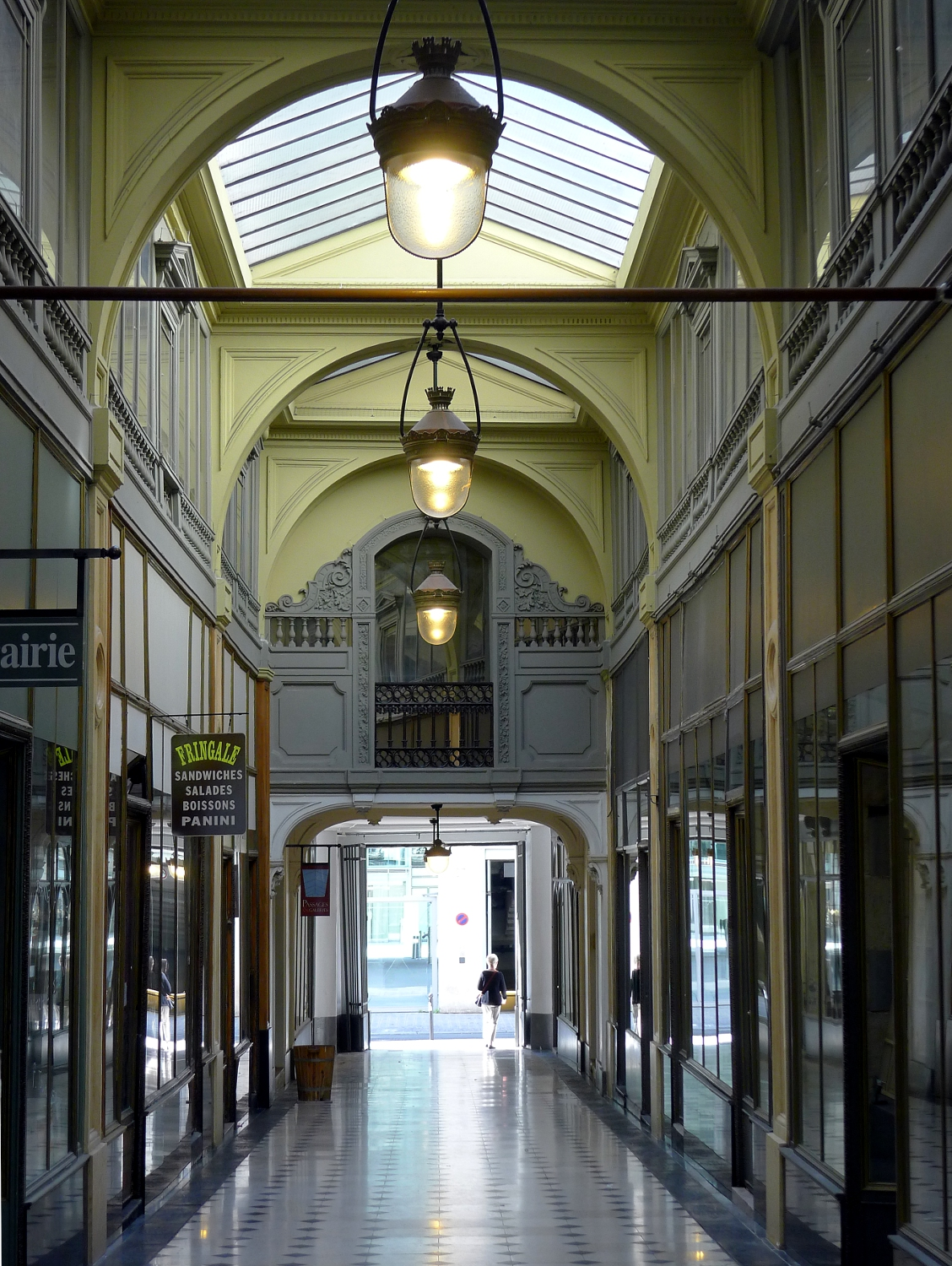
Vers la rue Boissy-d'Anglas.

## Bâtiments remarquables et lieux de mémoire
Jean Cocteau a habité dans l'immeuble du 9, place de la Madeleine, avec Jean Marais, au printemps 1938.